# Stazione di General Urquiza
La stazione di General Urquiza (Estación General Urquiza in spagnolo) è una stazione ferroviaria della linea Mitre situata nel barrio porteño di Villa Urquiza.

## Storia
La stazione fu aperta al traffico il 13 aprile 1889 con il nome di Las Catalinas. Nel 1901 il quartiere circostante fu ribattezzato Villa Urquiza in omaggio al generale Justo José de Urquiza, presidente della Confederazione Argentina dal 1854 al 1860. Come conseguenza, l'anno seguente la stazione assunse la denominazione attuale.